# Acanthodelta tigrina
Acanthodelta tigrina är en fjärilsart som beskrevs av Fabricius 1781. Acanthodelta tigrina ingår i släktet Acanthodelta och familjen nattflyn. Inga underarter finns listade i Catalogue of Life.